# IC 280
IC 280 је група звијезда у сазвјежђу Персеј која се налази на листи објеката дубоког неба у Индекс каталогу.
Деклинација објекта је + 42° 21' 32" а ректасцензија 3h 3m 3,0s.